# Koning Abdullahstad
De Koning Abdullahstad of Koning Abdullah Economische stad is een geplande stad in Saoedi-Arabië. De stad is vernoemd naar koning Abdoellah bin Abdoel Aziz al-Saoed, heet in het Engels King Abdullah Economic City en in het Arabisch مدينة الملك عبدالله اللإقتصادية. De stad wordt centraal tussen Medina, Mekka en Jeddah aangelegd in de provincie Mekka aan de Rode Zee.
De stad wordt onderverdeeld in verschillende sectoren waaronder een financiële, educatieve en industriële. Ook zal de stad drie woonwijken krijgen.